# Federació Boliviana de Futbol
El futbol bolivià és dirigit per la Federació Boliviana de Futbol (FBF) (en espanyol: Federación Boliviana de Fútbol). És membre de la FIFA i és membre de la CONMEBOL.
Té al seu càrrec la selecció de futbol de Bolívia i organitza la Lliga boliviana de futbol.

## Història
La Federació Boliviana de futbol fou fundada el 1925. L'any següent s'afilià a la FIFA i a la CONMEBOL. Amb anterioritat s'havien creat diverses federacions regionals. La més important fou l'Associació de Futbol de La Paz.